# Linea Nankai Kōya
La  linea Nankai Kōya (南海本線?, Nankai Kōya-sen) è una linea ferroviaria delle Ferrovie Nankai a scartamento ridotto che collega Osaka a Kōya, una cittadina situata nella Prefettura di Wakayama sull'altopiano del Monte Kōya, uno dei luoghi più sacri del Giappone e centro del Buddhismo Shingon. La linea termina ai piedi del monte, e si raggiunge Kōya con una funicolare.
La ferrovia è a doppio binario elettrificato, mentre fra le stazioni di Namba e Suminoe è quadruplicata per l'affiancamento alla linea principale Nankai. La linea inizia alla stazione di Shiomibashi, e nel tratto precedente i treni percorrono altre linee partendo dalla stazione di Namba. La sezione della linea fra Hashimoto e Gokurakubashi e la successiva funicolare è chiamata  Ferrovia dei fiori Kōya (こうや花鉄道?, Kōya hana tetsudō) e vede anche il servizio del treno turistico "Tenkū". La parte fra Namba e Hashimoto è invece chiamata  Linea Rinkan San (りんかんサンライン?, Rinkan Sanrain). Il colore della linea è il verde, che allude alle foreste attraversate nella parte montana della linea.

## Stazioni e servizi
Locale (各駅停車?, Kakueki Teisha) (Lo)
Fra Namba e Sakaihigashi, Kitanoda, Kongō, Chiyoda, Kawachinagano, Miikkaichichō, Rinkanden-entoshi o Hashimoto, e fra Hashimoto e Kōyashita o Gokurakubashi.
Semiespresso (準急?, Junkyū) (SE)
Treni partenti da Namba e diretti a sud verso Kōmyōike o Izumi-Chūō sui binari della linea della Ferrovia Rapida Semboku. La mattina dei giorni settimanali treni diretti a Namba provenienti da Mikkaichicho, Kawachinagano e Chiyoda, oltre ai treni provenienti dalla Semboku.
Subespresso (区間急行?, Kukan Kyūkō) (SbE)
I treni viaggiano fra Namba e Kawachinagano, Miikkaichichō o Rinkanden-entoshi. La mattina dei giorni feriali ci sono dei diretti sulla linea Semboku.
Espresso (急行?, Kyūkō) (Ex)
Principalmente fra Namba e Miikkaichichō, Rinkanden-entoshi o Hashimoto. Alcuni treni fra Namba e Kōyashita o Gokurakubashi.
Espresso Rapido (快速急行?, Kaisoku Kyūkō) (RE)
Tutti i treni uniscono Namba e Gokurakubashi viaggiando con la carrozza "ZOOMCAR".
Espresso Limitato (特急?, Tokkyū) (LE)
Il "Kōya (こうや?)" viaggia fra Namba e Gokurakubashi, mentre il "Rinkan (りんかん?)" fra Namba e Hashimoto. "Semboku Liner (泉北ライナー?)" fra Namba e Izumichuo.  Tutti i posti sono a prenotazione a pagamento obbligatoria.
Treno turistico "Tenku" (観光列車「天空」?) (Tk)
Il servizio è nato il 3 luglio 2009 e i treni viaggiano fra Hashimoto e Gokurakubashi ogni giorno tranne il mercoledì e il giovedì da marzo a novembre, e il sabato e i festivi da dicembre a febbraio. Ferma a Kamuro e Kudoyama.

### Schema fermate
○ - Semboku Liner di passaggio
| Nome ufficiale linea    | Num.            | Stazione            | Giapponese      | Dist.           | Distanza tot.                                                     | Distanza tot.                                                     | SE                                                                | SbE                                                               | Ex                                                                | RE                                                                | Tk                                                                | EL                                                                | Collegamenti | Binari                                                            | Posizione                                                         | Posizione                                                         | Posizione     |
| Nome ufficiale linea    | Num.            | Stazione            | Giapponese      | Dist.           | Da Shiomi bashi                                                   | Da Kishi nosato Tamade                                            | SE                                                                | SbE                                                               | Ex                                                                | RE                                                                | Tk                                                                | EL                                                                | Collegamenti | Binari                                                            | Posizione                                                         | Posizione                                                         | Posizione     |
| ----------------------- | --------------- | ------------------- | --------------- | --------------- | ----------------------------------------------------------------- | ----------------------------------------------------------------- | ----------------------------------------------------------------- | ----------------------------------------------------------------- | ----------------------------------------------------------------- | ----------------------------------------------------------------- | ----------------------------------------------------------------- | ----------------------------------------------------------------- | --- | ----------------------------------------------------------------- | ----------------------------------------------------------------- | ----------------------------------------------------------------- | ------------- |
| Linea principale Nankai | NK01            | Namba               | 難波            | -               | -                                                                 | 3.9                                                               | ●                                                                 | ●                                                                 | ●                                                                 | ●                                                                 |                                                                   | ●                                                                 | ■ Linea principale Kansai (Linea Yamatoji) Namba JR Linea Midōsuji Linea Yotsubashi Linea Sennichimae ● Linea principale Nankai ● Linea Kintetsu Namba (Ōsaka Namba) ● Linea Hanshin Namba (Ōsaka Namba) | ∥                                                                 | Pref. di Osaka                                                    | Osaka                                                             | Chūō-ku       |
| Linea principale Nankai | NK02            | Imamiyaebisu        | 今宮戎          | 0.9             | -                                                                 | 3.0                                                               | ｜                                                                | ｜                                                                | ｜                                                                | ｜                                                                |                                                                   | ｜                                                                | | ∥                                                                 | Pref. di Osaka                                                    | Osaka                                                             | Naniwa-ku     |
| Linea principale Nankai | NK03            | Shin-Imamiya        | 新今宮          | 0.5             | -                                                                 | 2.5                                                               | ●                                                                 | ●                                                                 | ●                                                                 | ●                                                                 |                                                                   | ●                                                                 | ■ Linea Circolare di Ōsaka ■ Linea principale Kansai (Linea Yamatoji) ■ Linea principale Nankai ■ Linea Hankai (Minami-Kasumichō) Linea Midōsuji (Dōbutsuen-mae) Linea Sakaisuji (Dōbutsuen-mae)         | ∥                                                                 | Pref. di Osaka                                                    | Osaka                                                             | Nishinari-ku  |
| Linea principale Nankai | NK04            | Haginochaya         | 萩ノ茶屋        | 0.6             | -                                                                 | 1.9                                                               | ｜                                                                | ｜                                                                | ｜                                                                | ｜                                                                |                                                                   | ｜                                                                | | ∥                                                                 | Pref. di Osaka                                                    | Osaka                                                             | Nishinari-ku  |
| Linea principale Nankai | NK05            | Tengachaya          | 天下茶屋        | 1.0             | -                                                                 | 0.9                                                               | ●                                                                 | ●                                                                 | ●                                                                 | ●                                                                 |                                                                   | ●                                                                 | Linea Sakaisuji (K20) | ∥                                                                 | Pref. di Osaka                                                    | Osaka                                                             | Nishinari-ku  |
| Linea Kōya              | NK06            | Kishinosato-Tamade  | 岸里玉出        | 0.9             | 4.6                                                               | 0.0                                                               | ｜                                                                | ｜                                                                | ｜                                                                | ｜                                                                |                                                                   | ｜                                                                | Linea principale Nankai | ∥                                                                 | Pref. di Osaka                                                    | Osaka                                                             | Nishinari-ku  |
| Linea Kōya              | NK51            | Tezukayama          | 帝塚山          | 1.1             | 5.7                                                               | 1.1                                                               | ｜                                                                | ｜                                                                | ｜                                                                | ｜                                                                |                                                                   | ｜                                                                | | ∥                                                                 | Pref. di Osaka                                                    | Osaka                                                             | Sumiyoshi-ku  |
| Linea Kōya              | NK52            | Sumiyoshi-Higashi   | 住吉東          | 0.9             | 6.6                                                               | 2.0                                                               | ｜                                                                | ｜                                                                | ｜                                                                | ｜                                                                |                                                                   | ｜                                                                | Linea Hankai | ∥                                                                 | Pref. di Osaka                                                    | Osaka                                                             | Sumiyoshi-ku  |
| Linea Kōya              | NK53            | Sawanochō           | 沢ノ町          | 0.9             | 7.5                                                               | 2.9                                                               | ｜                                                                | ｜                                                                | ｜                                                                | ｜                                                                |                                                                   | ｜                                                                | | ∥                                                                 | Pref. di Osaka                                                    | Osaka                                                             | Sumiyoshi-ku  |
| Linea Kōya              | NK54            | Abikomae            | 我孫子前        | 0.6             | 8.1                                                               | 3.5                                                               | ｜                                                                | ｜                                                                | ｜                                                                | ｜                                                                |                                                                   | ｜                                                                | | ∥                                                                 | Pref. di Osaka                                                    | Osaka                                                             | Sumiyoshi-ku  |
| Linea Kōya              | NK55            | Asakayama           | 浅香山          | 1.3             | 9.4                                                               | 4.8                                                               | ｜                                                                | ｜                                                                | ｜                                                                | ｜                                                                |                                                                   | ｜                                                                | | ∥                                                                 | Pref. di Osaka                                                    | Sakai                                                             | Sakai-ku      |
| Linea Kōya              | NK56            | Sakai-Higashi       | 堺東            | 1.6             | 11.0                                                              | 6.4                                                               | ●                                                                 | ●                                                                 | ●                                                                 | ●                                                                 |                                                                   | ○                                                                 | | ∥                                                                 | Pref. di Osaka                                                    | Sakai                                                             | Sakai-ku      |
| Linea Kōya              | NK57            | Mikunigaoka         | 三国ヶ丘        | 1.5             | 12.5                                                              | 7.9                                                               | ●                                                                 | ｜                                                                | ｜                                                                | ｜                                                                |                                                                   | ｜                                                                | ■ Linea Hanwa | ∥                                                                 | Pref. di Osaka                                                    | Sakai                                                             | Sakai-ku      |
| Linea Kōya              | NK58            | Mozuhachiman        | 百舌鳥八幡      | 0.9             | 13.4                                                              | 8.8                                                               | ●                                                                 | ｜                                                                | ｜                                                                | ｜                                                                |                                                                   | ｜                                                                | | ∥                                                                 | Pref. di Osaka                                                    | Sakai                                                             | Sakai-ku      |
| Linea Kōya              | NK59            | Nakamozu            | 中百舌鳥        | 0.7             | 14.1                                                              | 9.5                                                               | ●                                                                 | ｜                                                                | ｜                                                                | ｜                                                                |                                                                   | ｜                                                                | Ferrovia Rapida Semboku (alcuni treni diretti Linea Midōsuji (M30) | ∥                                                                 | Pref. di Osaka                                                    | Sakai                                                             | Kita-ku       |
| Linea Kōya              | NK60            | Shirasagi           | 白鷺            | 1.0             | 15.1                                                              | 10.5                                                              | ●                                                                 | ｜                                                                | ｜                                                                | ｜                                                                |                                                                   | ｜                                                                | | ∥                                                                 | Pref. di Osaka                                                    | Sakai                                                             | Kita-ku       |
| Linea Kōya              | NK61            | Hatsushiba          | 初芝            | 1.5             | 16.6                                                              | 12.0                                                              | ●                                                                 | ｜                                                                | ｜                                                                | ｜                                                                |                                                                   | ｜                                                                | | ∥                                                                 | Pref. di Osaka                                                    | Sakai                                                             | Higashi-ku    |
| Linea Kōya              | NK62            | Hagiharatenjin      | 萩原天神        | 0.9             | 17.5                                                              | 12.9                                                              | ●                                                                 | ｜                                                                | ｜                                                                | ｜                                                                |                                                                   | ｜                                                                | | ∥                                                                 | Pref. di Osaka                                                    | Sakai                                                             | Higashi-ku    |
| Linea Kōya              | NK63            | Kitanoda            | 北野田          | 1.8             | 19.3                                                              | 14.7                                                              | ●                                                                 | ●                                                                 | ●                                                                 | ●                                                                 |                                                                   | ｜                                                                | | ∥                                                                 | Pref. di Osaka                                                    | Sakai                                                             | Higashi-ku    |
| Linea Kōya              | NK64            | Sayama              | 狭山            | 0.9             | 20.2                                                              | 15.6                                                              | ●                                                                 | ●                                                                 | ｜                                                                | ｜                                                                |                                                                   | ｜                                                                | | ∥                                                                 | Pref. di Osaka                                                    | Ōsakasayama                                                       | Ōsakasayama   |
| Linea Kōya              | NK65            | Ōsakasayama         | 大阪狭山市      | 1.6             | 21.8                                                              | 17.2                                                              | ●                                                                 | ●                                                                 | ｜                                                                | ｜                                                                |                                                                   | ｜                                                                | | ∥                                                                 | Pref. di Osaka                                                    | Ōsakasayama                                                       | Ōsakasayama   |
| Linea Kōya              | NK66            | Kongō               | 金剛            | 1.1             | 22.9                                                              | 18.3                                                              | ●                                                                 | ●                                                                 | ●                                                                 | ●                                                                 |                                                                   | ●                                                                 | | ∥                                                                 | Pref. di Osaka                                                    | Ōsakasayama                                                       | Ōsakasayama   |
| Linea Kōya              | NK67            | Takidani            | 滝谷駅          | 1.7             | 24.6                                                              | 20.0                                                              | ●                                                                 | ●                                                                 | ｜                                                                | ｜                                                                |                                                                   | ｜                                                                | | ∥                                                                 | Pref. di Osaka                                                    | Tondabayashi                                                      | Tondabayashi  |
| Linea Kōya              | NK68            | Chiyoda             | 千代田          | 1.3             | 25.9                                                              | 21.3                                                              | ●                                                                 | ●                                                                 | ｜                                                                | ｜                                                                |                                                                   | ｜                                                                | | ∥                                                                 | Pref. di Osaka                                                    | Kawachinagano                                                     | Kawachinagano |
| Linea Kōya              |                 | P.C. di Chiyoda     | 千代田信号      | -               | (26.6)                                                            | (22.0)                                                            | ｜                                                                | ｜                                                                | ｜                                                                | ｜                                                                |                                                                   | ｜                                                                | | ∥                                                                 | Pref. di Osaka                                                    | Kawachinagano                                                     | Kawachinagano |
| Linea Kōya              | NK69            | Kawachinagano       | 河内長野        | 2.1             | 28.0                                                              | 23.4                                                              | ●                                                                 | ●                                                                 | ●                                                                 | ●                                                                 |                                                                   | ●                                                                 | Linea Kintetsu Nagano | ∥                                                                 | Pref. di Osaka                                                    | Kawachinagano                                                     | Kawachinagano |
| Linea Kōya              | NK70            | Mikkaichichō        | 三日市町        | 1.7             | 29.7                                                              | 25.1                                                              | ●                                                                 | ●                                                                 | ●                                                                 | ●                                                                 |                                                                   | ｜                                                                | | ∥                                                                 | Pref. di Osaka                                                    | Kawachinagano                                                     | Kawachinagano |
| Linea Kōya              | NK71            | Mikanodai           | 美加の台        | 1.6             | 31.3                                                              | 26.7                                                              |                                                                   | ●                                                                 | ●                                                                 | ●                                                                 |                                                                   | ｜                                                                | | ∥                                                                 | Pref. di Osaka                                                    | Kawachinagano                                                     | Kawachinagano |
| Linea Kōya              | NK72            | Chihayaguchi        | 千早口          | 1.9             | 33.2                                                              | 28.6                                                              |                                                                   | ●                                                                 | ●                                                                 | ｜                                                                |                                                                   | ｜                                                                | | ∥                                                                 | Pref. di Osaka                                                    | Kawachinagano                                                     | Kawachinagano |
| Linea Kōya              | NK73            | Amami               | 天見            | 1.7             | 34.9                                                              | 30.3                                                              |                                                                   | ●                                                                 | ●                                                                 | ｜                                                                |                                                                   | ｜                                                                | | ∥                                                                 | Pref. di Osaka                                                    | Kawachinagano                                                     | Kawachinagano |
| Linea Kōya              | NK74            | Kimitōge            | 紀見峠          | 3.7             | 38.6                                                              | 34.0                                                              |                                                                   | ●                                                                 | ●                                                                 | ｜                                                                |                                                                   | ｜                                                                | | ∥                                                                 | Pref. di Waka- yama                                               | Hashimoto                                                         | Hashimoto     |
| Linea Kōya              | NK75            | Rinkan Den'en-Toshi | 林間田園都市    | 1.3             | 39.9                                                              | 35.3                                                              |                                                                   | ●                                                                 | ●                                                                 | ●                                                                 |                                                                   | ●                                                                 | | ∥                                                                 | Pref. di Waka- yama                                               | Hashimoto                                                         | Hashimoto     |
| Linea Kōya              | NK76            | Miyukitsuji         | 御幸辻          | 2.0             | 41.9                                                              | 37.3                                                              |                                                                   |                                                                   | ●                                                                 | ●                                                                 |                                                                   | ｜                                                                | | ∥                                                                 | Pref. di Waka- yama                                               | Hashimoto                                                         | Hashimoto     |
| Linea Kōya              |                 | P.C. di Oharada     | 小原田信号所    | -               | (42.8)                                                            | (38.2)                                                            |                                                                   |                                                                   | ｜                                                                | ｜                                                                |                                                                   | ｜                                                                | | ∥                                                                 | Pref. di Waka- yama                                               | Hashimoto                                                         | Hashimoto     |
| Linea Kōya              | NK77            | Hashimoto           | 橋本            | 2.8             | 44.7                                                              | 40.1                                                              |                                                                   |                                                                   | ●                                                                 | ●                                                                 | ●                                                                 | ●                                                                 | Linea Wakayama | ∨                                                                 | Pref. di Waka- yama                                               | Hashimoto                                                         | Hashimoto     |
| Linea Kōya              | NK78            | Kii-Shimizu         | 紀伊清水        | 3.1             | 47.8                                                              | 43.2                                                              |                                                                   |                                                                   | ●                                                                 | ●                                                                 | ｜                                                                | ｜                                                                | | ◇                                                                 | Pref. di Waka- yama                                               | Hashimoto                                                         | Hashimoto     |
| Linea Kōya              | NK79            | Kamuro              | 学文路          | 2.6             | 50.4                                                              | 45.8                                                              |                                                                   |                                                                   | ●                                                                 | ●                                                                 | ●                                                                 | ｜                                                                | | ◇                                                                 | Pref. di Waka- yama                                               | Hashimoto                                                         | Hashimoto     |
| Linea Kōya              | NK80            | Kudoyama            | 九度山          | 1.8             | 52.2                                                              | 47.6                                                              |                                                                   |                                                                   | ●                                                                 | ●                                                                 | ●                                                                 | ｜                                                                | | ◇                                                                 | Pref. di Waka- yama                                               | Ito                                                               | Kudoyama      |
| Linea Kōya              | NK81            | Kōyashita           | 高野下          | 2.0             | 54.2                                                              | 49.6                                                              |                                                                   |                                                                   | ●                                                                 | ●                                                                 | ｜                                                                | ｜                                                                | | ◇                                                                 | Pref. di Waka- yama                                               | Ito                                                               | Kudoyama      |
| Linea Kōya              | NK82            | Shimo-Kosawa        | 下古沢          | 1.7             | 55.9                                                              | 51.3                                                              |                                                                   |                                                                   | ●                                                                 | ●                                                                 | ｜                                                                | ｜                                                                | | ｜                                                                | Pref. di Waka- yama                                               | Ito                                                               | Kudoyama      |
| Linea Kōya              | NK83            | Kami-Kosawa         | 上古沢          | 1.7             | 57.6                                                              | 53.0                                                              |                                                                   |                                                                   | ●                                                                 | ●                                                                 | ｜                                                                | ｜                                                                | | ◇                                                                 | Pref. di Waka- yama                                               | Ito                                                               | Kudoyama      |
| Linea Kōya              | NK84            | Kii-Hosokawa        | 紀伊細川        | 3.0             | 60.6                                                              | 56.0                                                              |                                                                   |                                                                   | ●                                                                 | ●                                                                 | ｜                                                                | ｜                                                                | | ◇                                                                 | Pref. di Waka- yama                                               | Ito                                                               | Kōya          |
| Linea Kōya              | NK85            | Kii-Kamiya          | 紀伊神谷        | 2.4             | 63.0                                                              | 58.4                                                              |                                                                   |                                                                   | ●                                                                 | ●                                                                 | ｜                                                                | ｜                                                                | | ◇                                                                 | Pref. di Waka- yama                                               | Ito                                                               | Kōya          |
| Linea Kōya              | NK86            | Gokurakubashi       | 極楽橋          | 1.5             | 64.5                                                              | 59.9                                                              |                                                                   |                                                                   | ●                                                                 | ●                                                                 | ●                                                                 | ●                                                                 | Funicolare del monte Kōya | ◇                                                                 | Pref. di Waka- yama                                               | Ito                                                               | Kōya          |
|                         | Servizi diretti | Servizi diretti     | Servizi diretti | Servizi diretti | Da Nakamozu SE, SbE fino a Izumi-Chūō via Ferrovia Rapida Semboku | Da Nakamozu SE, SbE fino a Izumi-Chūō via Ferrovia Rapida Semboku | Da Nakamozu SE, SbE fino a Izumi-Chūō via Ferrovia Rapida Semboku | Da Nakamozu SE, SbE fino a Izumi-Chūō via Ferrovia Rapida Semboku | Da Nakamozu SE, SbE fino a Izumi-Chūō via Ferrovia Rapida Semboku | Da Nakamozu SE, SbE fino a Izumi-Chūō via Ferrovia Rapida Semboku | Da Nakamozu SE, SbE fino a Izumi-Chūō via Ferrovia Rapida Semboku | Da Nakamozu SE, SbE fino a Izumi-Chūō via Ferrovia Rapida Semboku | Da Nakamozu SE, SbE fino a Izumi-Chūō via Ferrovia Rapida Semboku | Da Nakamozu SE, SbE fino a Izumi-Chūō via Ferrovia Rapida Semboku | Da Nakamozu SE, SbE fino a Izumi-Chūō via Ferrovia Rapida Semboku | Da Nakamozu SE, SbE fino a Izumi-Chūō via Ferrovia Rapida Semboku |               |

### Sezione Shiomibashi - Kishinosato-Tamade
La diramazione che congiunge le stazioni di Shiomibashi e Kishinosato-Tamade è chiamata linea Shiomibashi ed è interamente situata a Osaka. Tutti i treni fermano a tutte le stazioni.
- Binari: ∥：Doppio binario; Ｙ：Fine binari

| Num.   | Stazione           | Giapponese | Distanza interstazione | Distanza totale | Collegamenti                                                          | Binari | Posizione    |
| ------ | ------------------ | ---------- | ---------------------- | --------------- | --------------------------------------------------------------------- | ------ | ------------ |
| NK06-5 | Shiomibashi        | 汐見橋     | -                      | 0.0             | ● Linea Hanshin Namba (Sakuragawa) Linea Sennichimae (Sakuragawa S15) | ∥      | Naniwa-ku    |
| NK06-4 | Hashiharachō       | 芦原町     | 0.9                    | 0.9             | ■ Linea Circolare di Ōsaka (Hashiharabashi)                           | ∥      | Naniwa-ku    |
| NK06-3 | Kizugawa           | 木津川     | 0.7                    | 1.6             |                                                                       | ∥      | Nishinari-ku |
| NK06-2 | Tsumori            | 津守       | 1.0                    | 2.6             |                                                                       | ∥      | Nishinari-ku |
| NK06-1 | Nishi-Tengachaya   | 西天下茶屋 | 1.0                    | 3.6             |                                                                       | ∥      | Nishinari-ku |
| NK06   | Kishinosato-Tamade | 岸里玉出   | 1.0                    | 4.6             | Linea principale Nankai                                               | Ｙ     | Nishinari-ku |